# ناوشکن کلاس اکاتسوکی (۱۹۰۱)
ناوشکن کلاس اکاتسوکی (۱۹۰۱) (به انگلیسی: Akatsuki-class destroyer (1901)) یک کلاس از کشتی است که طول آن ۶۷٫۲۹ متر (۲۲۰٫۸ فوت) می‌باشد.